# Jeju Air
Jeju Air es una aerolínea de bajo costo con base en Jeju, Corea del Sur. Opera vuelos regulares domésticos entre Jeju y el territorio continental de Corea del Sur. Su base de operaciones principal es el Aeropuerto Internacional de Jeju, con bases secundarias en Aeropuerto Internacional de Gimhae (Busán), el Aeropuerto Internacional de Gimpo y el Aeropuerto Internacional de Incheon, ambos próximos a Seúl.

## Historia
La aerolínea fue fundada como una empresa conjunta por el Grupo Aekyung y el gobierno de la provincia de Jeju el 25 de enero de 2005. Fue fundada bajo un nombre coreano diferente (제주에어; una transliteración de «Jeju Air»). Recibió una licencia comercial el 25 de agosto de 2005, lo que la convirtió en la tercera aerolínea más importante del país después de Korean Air y Asiana Airlines. El 20 de septiembre de 2005, cambió su nombre coreano a su forma actual. Adquirió su primer avión el 2 de mayo de 2006, y realizó su primer vuelo comercial, en la ruta Jeju-Gimpo, el 5 de junio de 2006. A finales de 2006, tenía cinco aviones.
En 2016, ayudó a fundar Value Alliance, la primera alianza panregional de aerolíneas de bajo costo (LCC) del mundo, que comprende ocho LCC de Asia Pacífico. En 2017, Jeju Air transportó a más de 60 millones de pasajeros, con ingresos reportados de $890 millones de dólares estadounidenses y ganancias operativas de más de $80 millones de dólares estadounidenses. En 2018, Jeju Air transportó a 7,3 millones de pasajeros internacionales junto con 4,7 millones de pasajeros nacionales. Su tráfico nacional ha sido relativamente estable desde 2016, ya que se ha centrado casi por completo en la expansión internacional.
Las operaciones de vuelo de Jeju Air se vieron afectadas por el brote de coronavirus. En noviembre de 2020, había aproximadamente 3100 empleados en la aerolínea. En agosto de 2021, Jeju Air vendió acciones, recaudando $180 millones para operaciones de financiación.

## Destinos
Jeju Air opera en la actualidad (enero de 2025) vuelos regulares a los siguientes destinos:
| Países                   | Destinos           | Aeropuertos                                       | Notas             |
| ------------------------ | ------------------ | ------------------------------------------------- | ----------------- |
| China                    | Harbin             | Aeropuerto Internacional de Harbin-Taiping        | Sólo pasajeros    |
| China                    | Jiamusi            | Aeropuerto Internacional de Jiamusi-Dongiao       | Sólo pasajeros    |
| China                    | Jinan              | Aeropuerto Internacional de Jinan-Yaoqiang        | Sólo pasajeros    |
| China                    | Nantong            | Aeropuerto Internacional de Nantong-Xingdong      | Sólo pasajeros    |
| China                    | Qingdao            | Aeropuerto Internacional de Qingdao-Jiaodong      | Sólo pasajeros    |
| China                    | Shijiazhuang       | Aeroporto Internacional de Shijiazhuang-Zhengding | Sólo pasajeros    |
| China                    | Weihai             | Aeropuerto Internacional de Weihai-Dashuipo       | Sólo pasajeros    |
| China                    | Yanji              | Aeropuerto Internacional de Yanji-Chaoyangchuan   | Sólo pasajeros    |
| China                    | Yantai             | Aeropuerto Internacional de Yantai-Penglai        | Pasajeros y carga |
| Corea del Sur            | Busan              | Aeropuerto Internacional de Gimhae                | Hub secundario    |
| Corea del Sur            | Cheongju           | Aeropuerto Internacional de Cheongju              | Sólo pasajeros    |
| Corea del Sur            | Daegu              | Aeropuerto Internacional de Daegu                 | Sólo pasajeros    |
| Corea del Sur            | Gwangju            | Aeropuerto de Gwangju                             | Sólo pasajeros    |
| Corea del Sur            | Jeju               | Aeropuerto Internacional de Jeju                  | Hub principal     |
| Corea del Sur            | Muan               | Aeropuerto Internacional de Muan                  | Sólo pasajeros    |
| Corea del Sur            | Seúl               | Aeropuerto Internacional de Gimpo                 | Hub secundario    |
| Corea del Sur            | Seúl               | Aeropuerto Internacional de Incheon               | Hub secundario    |
| Filipinas                | Cebú               | Aeropuerto Internacional de Mactán-Cebú           | Sólo pasajeros    |
| Filipinas                | Gran Manila        | Aeropuerto Internacional de Clark                 | Sólo pasajeros    |
| Filipinas                | Gran Manila        | Aeropuerto Internacional Ninoy Aquino             | Sólo pasajeros    |
| Filipinas                | Tagbilaran         | Aeropuerto Internacional de Bohol-Panglao         | Sólo pasajeros    |
| Guam                     | Agaña              | Aeropuerto Internacional Antonio B. Won Pat       | Sólo pasajeros    |
| Hong Kong                | Hong Kong          | Aeropuerto Internacional de Hong Kong             | Sólo pasajeros    |
| Indonesia                | Batam              | Aeropuerto Internacional Hang Nadim               | Sólo pasajeros    |
| Indonesia                | Denpasar           | Aeropuerto Internacional Ngurah Rai               | Sólo pasajeros    |
| Indonesia                | Manado             | Aeropuerto Internacional Sam Ratulangi            | Chárter           |
| Islas Marianas del Norte | Saipán             | Aeropuerto Internacional de Saipán                | Sólo pasajeros    |
| Japón                    | Fukuoka            | Aeropuerto de Fukuoka                             | Sólo pasajeros    |
| Japón                    | Hiroshima          | Aeropuerto de Hiroshima                           | Sólo pasajeros    |
| Japón                    | Kagoshima          | Aeropuerto de Kagoshima                           | Sólo pasajeros    |
| Japón                    | Matsuyama          | Aeropuerto de Matsuyama                           | Sólo pasajeros    |
| Japón                    | Nagasaki           | Aeropuerto de Nagasaki                            | Sólo pasajeros    |
| Japón                    | Nagoya             | Aeropuerto Internacional Chūbu Centrair           | Sólo pasajeros    |
| Japón                    | Naha               | Aeropuerto de Naha                                | Sólo pasajeros    |
| Japón                    | Ōita               | Aeropuerto de Ōita                                | Sólo pasajeros    |
| Japón                    | Osaka              | Aeropuerto Internacional de Kansai                | Sólo pasajeros    |
| Japón                    | Sapporo            | Aeropuerto de Chitose                             | Sólo pasajeros    |
| Japón                    | Shizuoka           | Aeropuerto de Shizuoka                            | Sólo pasajeros    |
| Japón                    | Tokio              | Aeropuerto Internacional de Haneda                | Sólo pasajeros    |
| Japón                    | Tokio              | Aeropuerto Internacional de Narita                | Sólo pasajeros    |
| Laos                     | Vientián           | Aeropuerto Internacional Wattay                   | Sólo pasajeros    |
| Macao                    | Macao              | Aeropuerto Internacional de Macao                 | Sólo pasajeros    |
| Malasia                  | Kota Kinabalu      | Aeropuerto Internacional de Kota Kinabalu         | Sólo pasajeros    |
| Mongolia                 | Ulán Bator         | Aeropuerto Internacional Gengis Kan               | Sólo pasajeros    |
| República de China       | Kaohsiung          | Aeropuerto Internacional de Kaohsiung             | Sólo pasajeros    |
| República de China       | Taipéi             | Aeropuerto Internacional de Taiwán Taoyuan        | Sólo pasajeros    |
| Tailandia                | Chiang Mai         | Aeropuerto Internacional de Chiang Mai            | Sólo pasajeros    |
| Tailandia                | Bangkok            | Aeropuerto Internacional Suvarnabhumi             | Sólo pasajeros    |
| Vietnam                  | Cam Ranh           | Aeropuerto de Cam Ranh                            | Sólo pasajeros    |
| Vietnam                  | Ciudad Ho Chi Minh | Aeropuerto Internacional de Tan Son Nhat          | Sólo pasajeros    |
| Vietnam                  | Đà Lạt             | Aeropuerto Lien Khuong                            | Sólo pasajeros    |
| Vietnam                  | Đà Nẵng            | Aeropuerto Internacional de Đà Nẵng               | Sólo pasajeros    |
| Vietnam                  | Hanói              | Aeropuerto Internacional de Nội Bài               | Pasajeros y carga |
| Vietnam                  | Phú Quốc           | Aeropuerto Internacional de Phú Quốc              | Sólo pasajeros    |

## Flota

### Flota actual
La flota de Jeju Air incluye las siguientes aeronaves:
| Aeronaves        | En servicio | Pedidos | Pasajeros                                          | Pasajeros                                          | Pasajeros                                          | Matrículas                                         | Antigüedad                                         |
| Aeronaves        | En servicio | Pedidos | C                                                  | Y                                                  | Total                                              | Matrículas                                         | Antigüedad                                         |
| ---------------- | ----------- | ------- | -------------------------------------------------- | -------------------------------------------------- | -------------------------------------------------- | -------------------------------------------------- | -------------------------------------------------- |
| Boeing 737-800   | 36          | —       | —                                                  | 189                                                | 189                                                | HL8260                                             | 22,8 años                                          |
| Boeing 737-800   | 36          | —       | —                                                  | 189                                                | 189                                                | HL8261                                             | 22,4 años                                          |
| Boeing 737-800   | 36          | —       | —                                                  | 189                                                | 189                                                | HL8234                                             | 22,2 años                                          |
| Boeing 737-800   | 36          | —       | —                                                  | 189                                                | 189                                                | HL8302                                             | 19,7 años                                          |
| Boeing 737-800   | 36          | —       | —                                                  | 189                                                | 189                                                | HL8303                                             | 19,6 años                                          |
| Boeing 737-800   | 36          | —       | —                                                  | 189                                                | 189                                                | HL8296                                             | 18,8 años                                          |
| Boeing 737-800   | 36          | —       | —                                                  | 189                                                | 189                                                | HL8321                                             | 18 años                                            |
| Boeing 737-800   | 36          | —       | —                                                  | 189                                                | 189                                                | HL8322                                             | 17,9 años                                          |
| Boeing 737-800   | 36          | —       | —                                                  | 189                                                | 189                                                | HL8301                                             | 17,6 años                                          |
| Boeing 737-800   | 36          | —       | —                                                  | 189                                                | 189                                                | HL8539                                             | 16,8 años                                          |
| Boeing 737-800   | 36          | —       | —                                                  | 189                                                | 189                                                | HL8050                                             | 16,8 años                                          |
| Boeing 737-800   | 36          | —       | —                                                  | 189                                                | 189                                                | HL8051                                             | 16,8 años                                          |
| Boeing 737-800   | 36          | —       | —                                                  | 189                                                | 189                                                | HL8061                                             | 16,3 años                                          |
| Boeing 737-800   | 36          | —       | —                                                  | 189                                                | 189                                                | HL8062                                             | 16,1 años                                          |
| Boeing 737-800   | 36          | —       | —                                                  | 189                                                | 189                                                | HL8063                                             | 16 años                                            |
| Boeing 737-800   | 36          | —       | —                                                  | 189                                                | 189                                                | HL8064                                             | 15,7 años                                          |
| Boeing 737-800   | 36          | —       | —                                                  | 189                                                | 189                                                | HL8090                                             | 15,5 años                                          |
| Boeing 737-800   | 36          | —       | —                                                  | 189                                                | 189                                                | HL7213                                             | 15,4 años                                          |
| Boeing 737-800   | 36          | —       | —                                                  | 189                                                | 189                                                | HL8089                                             | 15,4 años                                          |
| Boeing 737-800   | 36          | —       | —                                                  | 189                                                | 189                                                | HL8087                                             | 15,2 años                                          |
| Boeing 737-800   | 36          | —       | —                                                  | 189                                                | 189                                                | HL8304                                             | 14,9 años                                          |
| Boeing 737-800   | 36          | —       | —                                                  | 189                                                | 189                                                | HL8032                                             | 14,8 años                                          |
| Boeing 737-800   | 36          | —       | —                                                  | 189                                                | 189                                                | HL8305                                             | 14,4 años                                          |
| Boeing 737-800   | 36          | —       | —                                                  | 189                                                | 189                                                | HL8031                                             | 14,1 años                                          |
| Boeing 737-800   | 36          | —       | —                                                  | 189                                                | 189                                                | HL8337                                             | 13,7 años                                          |
| Boeing 737-800   | 36          | —       | —                                                  | 189                                                | 189                                                | HL8339                                             | 13,6 años                                          |
| Boeing 737-800   | 36          | —       | —                                                  | 189                                                | 189                                                | HL8331                                             | 13,3 años                                          |
| Boeing 737-800   | 36          | —       | —                                                  | 189                                                | 189                                                | HL8034                                             | 13,3 años                                          |
| Boeing 737-800   | 36          | —       | —                                                  | 189                                                | 189                                                | HL8332                                             | 13,1 años                                          |
| Boeing 737-800   | 36          | —       | —                                                  | 189                                                | 189                                                | HL8333                                             | 12,7 años                                          |
| Boeing 737-800   | 36          | —       | —                                                  | 189                                                | 189                                                | HL8334                                             | 12,6 años                                          |
| Boeing 737-800   | 36          | —       | —                                                  | 189                                                | 189                                                | HL8335                                             | 12,5 años                                          |
| Boeing 737-800   | 36          | —       | —                                                  | 189                                                | 189                                                | HL8336                                             | 12,4 años                                          |
| Boeing 737-800   | 36          | —       | 12                                                 | 162                                                | 174                                                | HL8316                                             | 6,5 años                                           |
| Boeing 737-800   | 36          | —       | 12                                                 | 162                                                | 174                                                | HL8317                                             | 6,4 años                                           |
| Boeing 737-800   | 36          | —       | 12                                                 | 162                                                | 174                                                | HL8318                                             | 6,3 años                                           |
| Boeing 737-800F  | 2           | —       | Carga                                              | Carga                                              | Carga                                              | HL8527                                             | 23,2 años                                          |
| Boeing 737-800F  | 2           | —       | Carga                                              | Carga                                              | Carga                                              | HL8295                                             | 18,9 años                                          |
| Boeing 737 MAX 8 | 2           | 38      | —                                                  | 189                                                | 189                                                | HL8523                                             | 1,4 años                                           |
| Boeing 737 MAX 8 | 2           | 38      | —                                                  | 189                                                | 189                                                | HL8524                                             | 1,2 años                                           |
| Total            | 40          | 38      | Edad media de la flota (enero de 2025): 14,9 años. | Edad media de la flota (enero de 2025): 14,9 años. | Edad media de la flota (enero de 2025): 14,9 años. | Edad media de la flota (enero de 2025): 14,9 años. | Edad media de la flota (enero de 2025): 14,9 años. |

### Flota histórica
| Aeronaves                      | Total | Introducido | Retirado | Matrículas                              |
| ------------------------------ | ----- | ----------- | -------- | --------------------------------------- |
| De Havilland Canada Dash 8-400 | 5     | 2006        | 2010     | HL5251, HL5252, HL5254, HL5255 y HL5256 |

## Incidentes y accidentes
- El 12 de agosto de 2007, a las 09:37 (hora local), el vuelo 502 de Jeju Air, un Bombardier Dash 8 Q400 operado por Jeju Air, se salió de la pista en el Aeropuerto Internacional de Gimhae, Busan, debido al fuerte viento en contra, hiriendo a cuatro personas y dañando el avión, especialmente el ala izquierda.[10][11][12]

- El 29 de diciembre de 2024, un Boeing 737-800 que operaba el vuelo 2216 de Jeju Air se salió de la pista y se estrelló contra un muro en las inmediaciones del Aeropuerto Internacional de Muan, Corea del Sur, transportaba 181 personas, convirtiéndolo en el accidente aéreo más mortífero de la historia de Corea del Sur.[13][14][15] El vuelo salió de Bangkok, Tailandia, y se dirigía a Muan; al momento de aterrizar en el aeropuerto de este último, ocurrió el accidente. En total hubo 179 personas fallecidas y solo 2 sobrevivientes.[16]

- El 29 de diciembre de 2024, un Boeing 737-800 que operaba el vuelo 101 de Jeju Air con destino a Jeju, Corea del Sur; detectó un problema poco después del despegue. El capitán contactó al control de tráfico aéreo al ver una señal indicando una incidencia con el tren de aterrizaje. Aunque el sistema funcionaba correctamente, se decidió regresar al aeropuerto de Gimpo para una revisión de seguridad.